# 托米利夫卡
托米利夫卡（烏克蘭語：Томилівка），是烏克蘭中北部基輔州白采爾克瓦區白采尔克瓦市镇内的村落，始建於1600年，面積19平方公里，海拔高度152米，2001年人口1,123，人口密度每平方公里59.1人。